# 尼多峰
62°44′S 60°11′W / 62.733°S 60.183°W

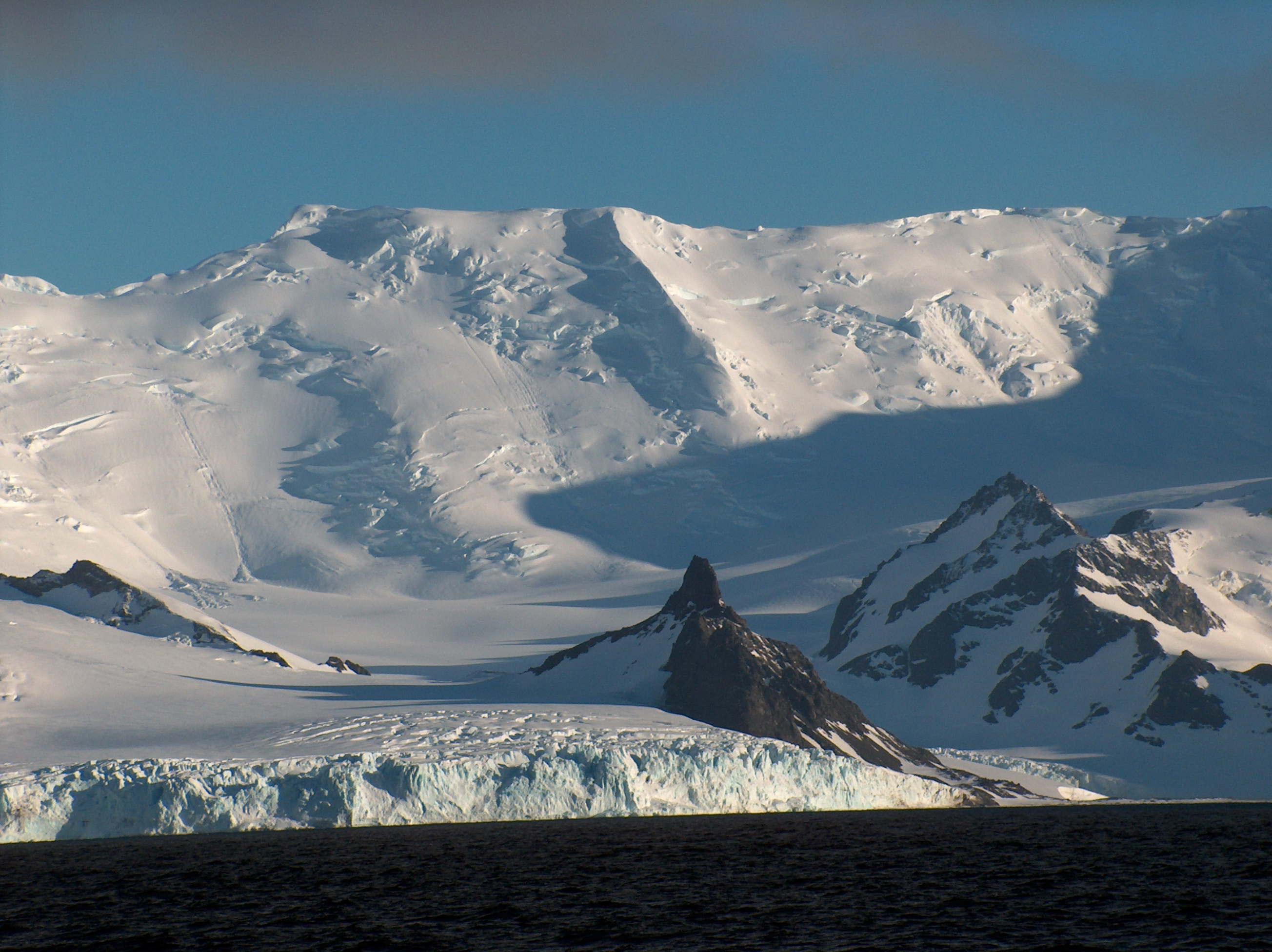

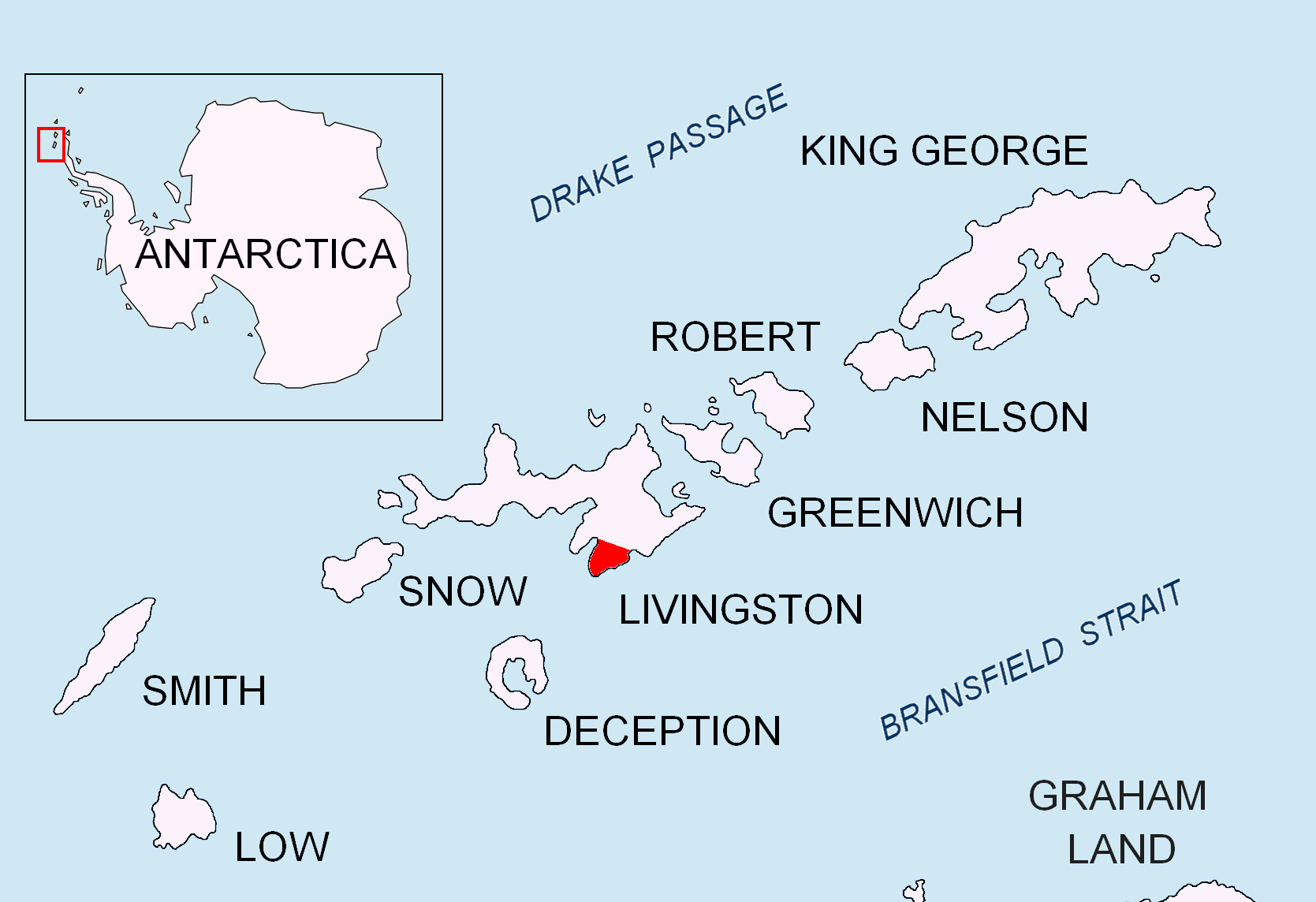

尼多峰（英語：Needle Peak）是南極洲的山峰，位於南設得蘭群島的利文斯頓島，屬於弗里斯蘭嶺的一部分，海拔高度370米，處於盧多戈里耶峰以北0.85公里，現時由南極條約體系管理。